# بارتون (میسیسیپی)
بارتون (به انگلیسی: Barton) یک منطقهٔ مسکونی در ایالات متحده آمریکا است که در شهرستان مارشال، میسیسیپی واقع شده‌است. بارتون ۱۲۰٫۰۹ متر بالاتر از سطح دریا واقع شده‌است.